# Dahme-Umflutkanal

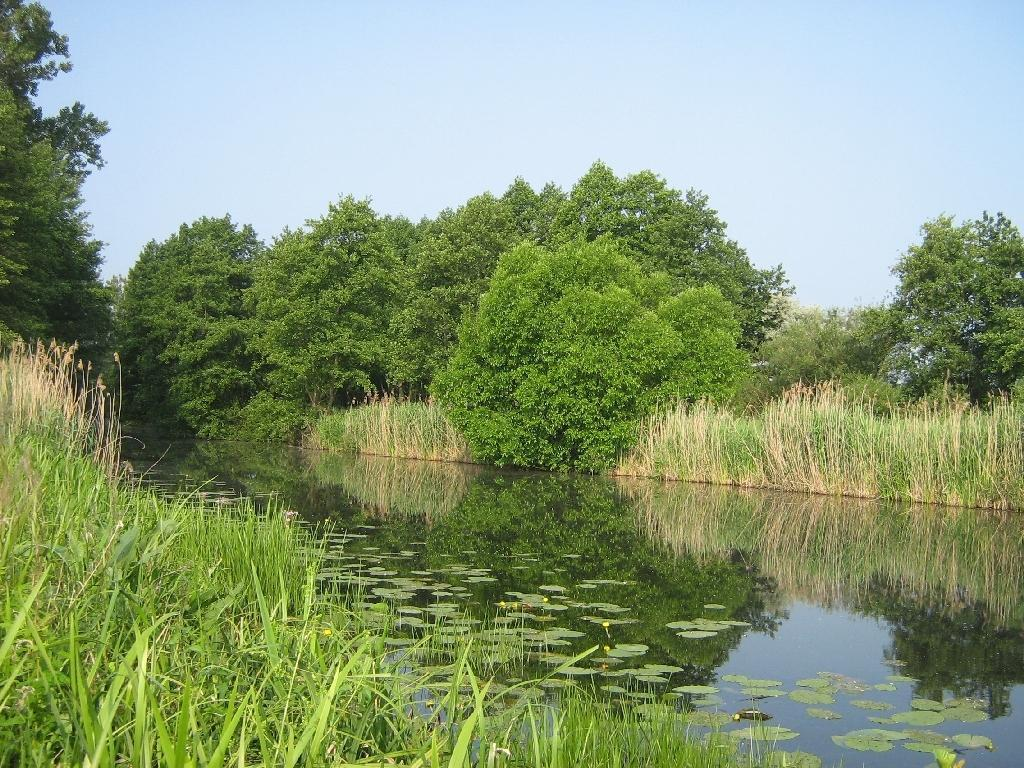
Der Dahme-Umflutkanal vor dem Köthener See

Der Dahme-Umflutkanal ist ein Kanal, der die Spree bei Leibsch über den Köthener See  mit der Dahme  bei Märkisch Buchholz verbindet. Seine Hauptaufgabe ist, im Oberlauf der Spree entstehendes Hochwasser auf kurzem Wege  unter Umgehung der mittleren Spree in deren Unterlauf abzuleiten. Mit dem bei normalem Wasserstand aus der Spree zugeführten Wasser wird die Schiffbarkeit der Dahme verbessert.

## Entstehung und Funktion
Der Bau des Dahme-Umflutkanals geht auf einen Beschluss des preußischen Ministeriums der öffentlichen Arbeiten aus dem Jahr 1904 zurück. Grundlage war das Gesetz zur Verhütung von Hochwasser vom 4. August 1904, das erlassen wurde, weil in den Jahren zuvor große Schäden durch zahlreiche Hochwasser der Spree entstanden waren. Der Bau des Dahme-Umflutkanals einschließlich der Kanalbrücke und der Wehranlagen mit Nadel- und Tafelwehr erfolgte in den Jahren 1907 bis 1911. Zum großen Teil bestand der Bau des Kanals durch den Ausbau der bestehenden Gräben (Land-Graben von Märkisch Buchholz zum Köthener See und die Rietze vom Köthener See nach Leibsch), wobei der Abschnitt von Märkisch Buchholz zu den beiden Wehren vollständig neu und gerade angelegt wurde.

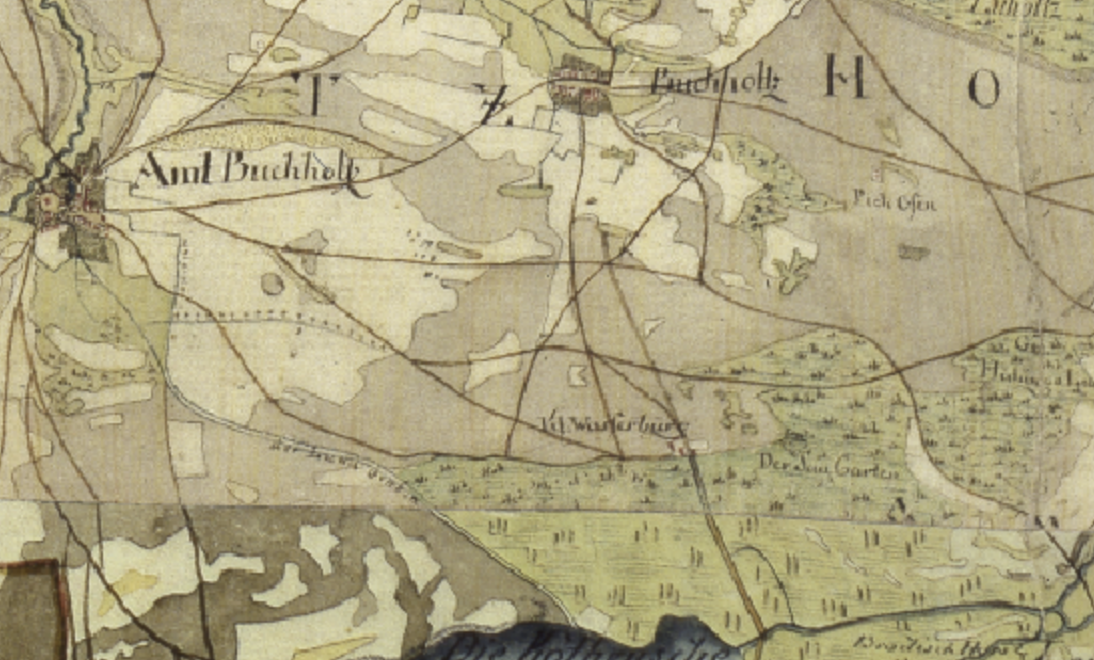
Schmettausche Karte der Umgebung vor Bau des Kanals mit den ursprünglichen Gräben, welche ab 1907 zum Kanal ausgebaut wurden.

Der Dahme-Umflutkanal hat die Funktion, den Unterspreewald vor Hochwasser zu schützen und die Schiffbarkeit der Dahme zu ermöglichen. Der Dahme-Umflutkanal ist Landeswasserstraße der Klasse C. Wegen der beiden Staustufen mit Wehr in Märkisch-Buchholz ist der Kanal jedoch nicht durchgehend schiffbar. Die Bootsschleppen können mit kleinen Booten bis zu 350 kg benutzt werden. Die geringste Brücken-Durchfahrtshöhe liegt bei zwei Metern.
Der Dahme-Umflutkanal ist Bestandteil der Hauptwasserwanderroute 2 im Land Brandenburg. Aufgrund seiner Lage in der Natur des Spreewaldes und des Anschlusses an die sämtlichen Arme der Spree ist der Kanal eine beliebte Wasserstraße für Wassersportler (wie Kanu- und Kajakfahrer). Bis zum zweiten Wehr (von Märkisch Buchholz aus betrachtet) ist der Kanal Vereinsgewässer für Angler des DAFV, der Rest ist privat gepachtet, wobei auch hierfür Angelkarten erworben werden können.
Der Umflutkanal erschließt mit den zwei genannten Bootsschleppen die fast 200 km lange Märkische Runde, im Uhrzeigersinn via Dahme, Oder-Spree-Kanal, Neuendorfer (und andere) Gewässer sowie 12 Schleusen.

## Verlauf

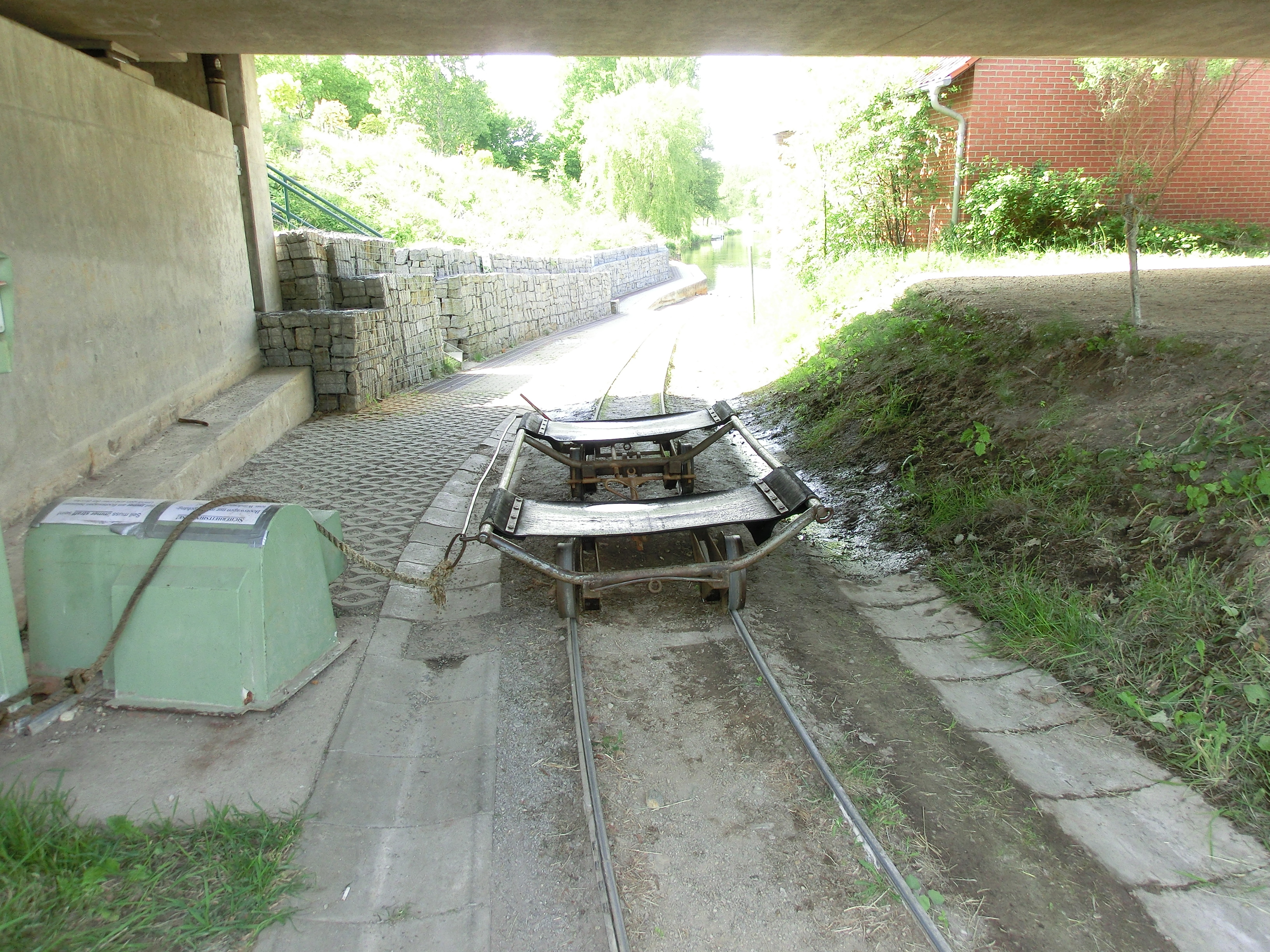
Bootsschleppe mit Elektrowinde

Erste Spalte: Kilometrierung rückwärts ab Märkisch-Buchholz 

9,5 km – Beginn des Kanals bei Leibsch (Spree) an der Doppelschleuse

6,4 km – Mündung in den Köthener See

5,0 km – Abfluss aus Köthener See

1,0 km – Wehr mit manuell betriebener Bootsschleppe vor Buchholz

0,2 km – Wehr mit elektrisch betriebener Bootsschleppe für Boote bis 350 kg

0,0 km – Mündung in die Dahme in Märkisch-Buchholz bei Dahme-Kilometer 40,8